# Рай для Бастера
Рай для Бастера (англ. Paradise for Buster) — американська короткометражна кінокомедія Дела Лорда 1952 року з Бастером Кітоном в головній ролі.

## Сюжет
Бастеру дістається у спадок від дядька ферма. Він розраховує там насолоджуватися життям в «райському куточку», але все виявляється набагато складніше, ніж він уявляв.

## У ролях
- Бастер Кітон — Бастер
- Гарольд Гудвін